# Lastreopsis calantha
Lastreopsis calantha là một loài dương xỉ trong họ Dryopteridaceae. Loài này được Tindale mô tả khoa học đầu tiên năm 1957.
Danh pháp khoa học của loài này chưa được làm sáng tỏ. 